# 汽車のえほん
『汽車のえほん』（きしゃのえほん、原題: The Railway Series）は、ウィルバート・オードリー牧師と息子のクリストファー・オードリー（第27巻以降）が作り上げた、イギリスの架空の島ソドー島を舞台に、そこの鉄道網で活躍する、顔と意思を持った機関車や自動車などと、それに関わる人々を描いた絵本。テレビシリーズ「きかんしゃトーマス」の原作である。
当稿では原作『汽車のえほん』のみの基本情報について総括する。なお作品の舞台については「ソドー島」を参照。

## シリーズ一覧
| 巻数                           | 英題                          | 邦題                                    | 出版年(英) | 出版年(邦) | 絵                             |
| ------------------------------ | ----------------------------- | --------------------------------------- | ---------- | ---------- | ------------------------------ |
| ウィルバート・オードリー・作   |                               |                                         |            |            |                                |
| 1                              | The Three Railway Engines     | 三だいの機関車                          | 1945年     | 1973年     | レジナルド・ダルビー           |
| 2                              | Thomas The Tank Engine        | 機関車トーマス                          | 1946年     | 1973年     | レジナルド・ダルビー           |
| 3                              | James The Red Engine          | 赤い機関車ジェームス                    | 1948年     | 1973年     | レジナルド・ダルビー           |
| 4                              | Tank Engine Thomas Again      | がんばれ機関車トーマス                  | 1949年     | 1973年     | レジナルド・ダルビー           |
| 5                              | Troublesome Engines           | やっかいな機関車                        | 1950年     | 1973年     | レジナルド・ダルビー           |
| 6                              | Henry The Green Engine        | みどりの機関車ヘンリー                  | 1951年     | 1973年     | レジナルド・ダルビー           |
| 7                              | Toby The Tram Engine          | 機関車トビーのかつやく                  | 1952年     | 1974年     | レジナルド・ダルビー           |
| 8                              | Gordon The Blue Engine        | 大きな機関車ゴードン                    | 1953年     | 1974年     | レジナルド・ダルビー           |
| 9                              | Edward The Blue Engine        | 青い機関車エドワード                    | 1954年     | 1974年     | レジナルド・ダルビー           |
| 10                             | Four Little Engines           | 四だいの小さな機関車                    | 1955年     | 1974年     | レジナルド・ダルビー           |
| 11                             | Percy The Small Engine        | ちびっこ機関車パーシー                  | 1956年     | 1974年     | レジナルド・ダルビー           |
| 12                             | The Eight Famous Engines      | 八だいの機関車                          | 1957年     | 1974年     | ジョン・ケニー                 |
| 13                             | Duck and the Diesel Engine    | ダックとディーゼル機関車                | 1958年     | 1974年     | ジョン・ケニー                 |
| 14                             | The Little Old Engine         | 小さなふるい機関車                      | 1959年     | 1974年     | ジョン・ケニー                 |
| 15                             | The Twin Engines              | ふたごの機関車                          | 1960年     | 1974年     | ジョン・ケニー                 |
| 16                             | Branch Line Engines           | 機関車トーマスのしっぱい                | 1961年     | 1980年     | ジョン・ケニー                 |
| 17                             | Gallant Old Engine            | ゆうかんな機関車                        | 1962年     | 1980年     | ガンバー＆ピーター・エドワーズ |
| 18                             | Stepney The "Bluebell" Engine | がんばりやの機関車                      | 1963年     | 1980年     | ガンバー＆ピーター・エドワーズ |
| 19                             | Mountain Engines              | 山にのぼる機関車                        | 1964年     | 1980年     | ガンバー＆ピーター・エドワーズ |
| 20                             | Very Old Engines              | 100さいの機関車                         | 1965年     | 1980年     | ガンバー＆ピーター・エドワーズ |
| 21                             | Main Line Engines             | 大きな機関車たち                        | 1966年     | 1980年     | ガンバー＆ピーター・エドワーズ |
| 22                             | Small Railway Engines         | 小さな機関車たち                        | 1967年     | 1980年     | ガンバー＆ピーター・エドワーズ |
| 23                             | Enterprising Engines          | 機関車のぼうけん                        | 1968年     | 1980年     | ガンバー＆ピーター・エドワーズ |
| 24                             | Oliver The Western Engine     | 機関車オリバー                          | 1969年     | 1980年     | ガンバー＆ピーター・エドワーズ |
| 25                             | Duke The Lost Engine          | きえた機関車                            | 1970年     | 1981年     | ガンバー＆ピーター・エドワーズ |
| 26                             | Tramway Engines               | わんぱく機関車                          | 1972年     | 1981年     | ガンバー＆ピーター・エドワーズ |
| クリストファー・オードリー・作 |                               |                                         |            |            |                                |
| 27                             | Really Useful Engines         | ほんとうにやくにたつ機関車              | 1983年     | 2023年     | クライヴ・スポング             |
| 28                             | James and the Diesel Engines  | ジェームスとディーゼル機関車            | 1984年     | 2025年     | クライヴ・スポング             |
| 29                             | 未翻訳                        | Great Little Engines                    | 1985年     | -          | クライヴ・スポング             |
| 30                             | 未翻訳                        | More About Thomas the Tank Engine       | 1986年     | -          | クライヴ・スポング             |
| 31                             | 未翻訳                        | Gordon the High-Speed Engine            | 1987年     | -          | クライヴ・スポング             |
| 32                             | 未翻訳                        | Toby, Trucks and Trouble                | 1988年     | -          | クライヴ・スポング             |
| 33                             | 未翻訳                        | Thomas and the Twins                    | 1989年     | -          | クライヴ・スポング             |
| 34                             | 未翻訳                        | Jock the New Engine                     | 1990年     | -          | クライヴ・スポング             |
| 35                             | 未翻訳                        | Thomas and the Great Railway Show       | 1991年     | -          | クライヴ・スポング             |
| 36                             | 未翻訳                        | Thomas Comes Home                       | 1992年     | -          | クライヴ・スポング             |
| 37                             | 未翻訳                        | Henry and the Express                   | 1993年     | -          | クライヴ・スポング             |
| 38                             | 未翻訳                        | Wilbert the Forest Engine               | 1994年     | -          | クライヴ・スポング             |
| 39                             | 未翻訳                        | Thomas and the Fat Controller's Engines | 1995年     | -          | クライヴ・スポング             |
| 40                             | 未翻訳                        | New Little Engine                       | 1996年     | -          | クライヴ・スポング             |
| 41                             | 未翻訳                        | Thomas and Victoria                     | 2007年     | -          | クライヴ・スポング             |
| 42                             | 未翻訳                        | Thomas and his Friends                  | 2011年     | -          | クライヴ・スポング             |

## 第1巻「三だいの機関車」
1942年、ウィルバート・オードリー牧師は、はしかを患っていた息子クリストファーに、様々な物語や詩を語り聞かせた。特にクリストファーが気に入っていた詩は次のようなものである。
Early in the morning,
Down at the station,
All the little engines
Standing in a row.
Along comes the driver,
Pulls a little lever
Puff puff, chuff chuff,
Off we go!
ウィルバートは顔のついた機関車たちのスケッチを描き、クリストファーに見せた。クリストファーに最も悲しそうな顔をした機関車の名前を尋ねられ、ウィルバートは最初に思いついた「エドワード」という名前を答えた。クリストファーはさらに質問を繰り返し、ウィルバートはその答えを最初の短編「エドワードのたのしい一日」の創造につなげていった。 
続いてウィルバートは、エドワードに関する別の物語「エドワードとゴードン」を創作した。この物語には、ウィルバートの幼少期に近所に住んでいたガキ大将にちなんで命名した大きな機関車ゴードンが登場し、エドワードとともに活躍した。
そして第3話「なさけないヘンリー」は、次の五行俗謡から創作された。
Once an engine attached to a train
Was afraid of a few drops of rain.
It went into a tunnel
And squeaked through its funnel
And never came out again. 
これは19世紀、イギリスのある鉄道でアメリカ製の機関車がトンネル内で故障し、そのまま放置されたという出来事に由来したものである。ヘンリーはエドワードと同様に、クリストファーに尋ねられたウィルバートが最初に思いついた名前から命名された。この物語には「ふとっちょの重役」が初めて登場する。
はしかが治った後もクリストファーは、何度もウィルバートに機関車たちの話をするようにせがんだ。話に間違いがあると指摘をするようになったクリストファーに、ウィルバートは物語を書き留めることで対応した。そこで妻マーガレットは物語を出版するようウィルバートに薦め、児童図書を出版していたエドモンド・ウォード社の目に留まる。
ウィルバートは機関車たちが同じ鉄道会社で働いているのを意図していなかったが、出版社は3台についての物語を書くよう伝えた。これに対してウィルバートは「なかよしになった三だい」という話で要求に応じ、ヘンリーを救出し復権させ、3台が仲良くなる物語を創作した。1943年11月末までに物語は完成していたが、第二次世界大戦に伴う紙不足により出版は引き延ばされた。そして1945年5月12日、ついに第1巻「三だいの機関車」がウィリアム・ミドルトン (William Middleton) の挿絵をつけて出版された。ミドルトンの挿絵は機関車の描写が稚拙で、ウィルバートは非常に不満を抱いていた。

## 第2巻「機関車トーマス」
オードリーは1945年のクリスマスに、木切れからクリストファーのためのタンク式蒸気機関車のおもちゃを作り出した。クリストファーはこのおもちゃに「トーマス」と名付け、一番のお気に入りのおもちゃになった。こうして世界一有名な機関車「トーマス」が誕生した。クリストファーは、「トーマス」に関する話を作るように父親に求め、オードリーは1946年までにトーマスが活躍する4つの話を作り、レジナルド・ペイン (Reginald Payne) が挿絵を付けて第2巻「機関車トーマス」が出版された。その際、ペインはクリストファーのおもちゃの機関車のままでは挿絵にできないと判断し、ロンドン・ブライトン・アンド・サウスコースト鉄道のE2形機関車（クラスE2）をモデルにトーマスを描いた。オードリーはリアルなペインの挿絵には満足だった。ペインの挿絵は重版時にレジナルド・ダルビーにより描き直されたが、大半は従来の挿絵を模写しているため、ある程度ペインの作風をうかがい知ることはできる。

## 第3巻「赤い機関車ジェームス」
2冊の本は好評で、次に第2巻第4話「トーマスときゅうえん列車」に出てきたジェームスに関する話を書くよう、出版社から依頼された。1948年、「赤い機関車ジェームス」が出版された。
当初、挿絵はオードリーのお気に入りだったレジナルド・ペインが担当する予定だったが、海軍関係の仕事で神経を病んでしまい、降板することになった。編集者のエリック・マリオットは、代理の画家として、オードリーの承諾を得ずに、レスター生まれのクラレンス・レジナルド・ダルビー（Clarence Reginald Dalby 1904年 - 1983年）を呼んだ。第3巻が出版されると、親しみやすい絵柄と大胆な色使い・構図でダルビーは人気を得、先の2冊が版を重ねる際には、ダルビーの挿絵に差し替えられることになった。挿絵の出来が刊行順と無関係に3巻→2巻→1巻と上手くなっているのはこれが理由である。
※日本語表記は長らく「レジナルド・ドールビー」だったが（英語で語頭がアクセントのある"al"の場合、ほとんどが[o:l]と発音する）、2005年刊行の新装版以降は「レジナルド・ダルビー」に変更された。
なお、本巻の出版された1948年に、第二次世界大戦の影響で荒廃し、莫大な負債を抱えたイギリスの四大私鉄が全て国有化され、イギリス国鉄となった。鉄道国有化の影響で、この巻からトーマスたちの働く鉄道も国有化（北西局となった）された。トップハム・ハット卿の肩書きも「重役(Director)」から「局長(Controler)」になっている。

## 第4巻 - 第11巻
以後、人気に応えて、1年に1巻のペースで、オードリーの文とダルビーの挿絵でシリーズは続刊していった。
しかし、ダルビーの挿絵は当初から機関車や鉄道部分の細部描写がいい加減で、挿絵同士の一貫性にも問題があり、鉄道に詳しく描写のリアリティーを求めるオードリーには不満があった。オードリーがそのことで不満を述べると、挿絵の打ち合わせが度々言い争いになった。そして第11巻「ちびっこ機関車パーシー」の執筆中、オードリーがパーシーを見て「これじゃ赤線の入ったイモムシだ」と言ったことにダルビーが激怒、積年の確執からダルビーは挿絵を降板した。 
この時代は、第二次世界大戦の終戦に伴い、戦地となって荒廃した世界各地の鉄道が復興・近代化を進めていた。それと同時にディーゼル機関車や電気機関車・電車が高性能化・高速化し台頭、蒸気機関車の置き換えが始まっていた。また、4大私鉄の負債を引き継いだイギリス国鉄においては、地方の不採算路線の廃線が進められていた。そのような時代の中、イギリス各地で勃興しつつあった保存鉄道の運動に共鳴したオードリーは、第10巻には、実在の保存鉄道であるタリスリン鉄道（原作旧版での日本語表記は「タリリン鉄道」）をモデルにした狭軌のスカーロイ鉄道も舞台に加えた。

## 第12巻 - 第17巻
ダルビーにかわり、同じくレスター生まれのジョン・セオドア・アードリー・ケニー（John Theodore Eardley Kenney 1911年 - 1972年）が「八だいの機関車」から挿絵を担当した。ケニーの絵のスタイルはそれほどカラフルでなく、より現実的でリアルでダルビーとは随分と異なるものだったが、挿絵のために機関車をスケッチしたり、アトリエの存在も子供たちに知られ、リアル指向のオードリーとは良好な関係であり、どことなくユーモア漂う作風も、読者にもすぐ受け入れられた。
ケニーは口の横のエクボを深く描いたことで、機関車の表情を豊かにした。また、ダルビーが描いたエドワードやジェームズの半円型の眼が普通の丸眼に変更となっている。ケニー独自の顔は何種類もあるが、顔の中央を黒っぽくして非常にリアルな顔を描くというものがあり、特に第13巻 - 第15巻で見られる。驚いたり怒ったりした時の、丸眼を縦長にしてまゆ毛を逆立てた顔は迫力があり、良い味を出していた。
しかし、眼疾患による失明のため交代を余儀なくされ（後にその疾患が原因で死去）、 担当巻数は最も少ない。
当時のイギリス国鉄では近代化計画が進められており、蒸気機関車の淘汰・ディーゼル機関車への置き換えが進んでいた。危機感を抱いた牧師は、保存鉄道での活動を活発化させる。絵本でも蒸気機関車の保存活動を描く傾向が強まり、13巻・15巻の物語では特にその影響が見られる。また、13巻では実在する著名な機関車シティ・オブ・トルーローが登場した。

## 第18巻 - 第26巻
ケニーの代わりとして出版社が選んだ5人目の画家は、スウェーデン生まれの女性画家、ガンバー・エドワード (Gunvor Edward) であった。 彼女は「がんばりやの機関車」から早速担当することになった。まず第4話の初めの挿絵から始めてみたが、限られた構図の中に5両の機関車を正確に描くのは、自分では困難な仕事であると感じたようで、同じ画家の夫ピーター・エドワード (Peter Edward) に描けるかどうか試してもらった。このことがきっかけで仕事を手伝ってもらい、後にピーターが機関車、ガンバーが背景の担当になった。ちなみにロンドン生まれのピーターはガンバーと英国で知り合い、結婚後一度スウェーデンに住んでから、ロンドンに戻っている。
こうしてガンバー&ピーター・エドワーズの共作挿絵によりシリーズは再開した。オードリーと新しい挿絵画家夫妻との関係は最初のミーティングから順調に進んだ。実際の保存鉄道の機関車を見て描く等、機関車のディテールは歴代挿絵画家中最高の精度で、細部の挿絵は巧みで魅力があり「明らかにキャラクターに対する愛情を持っています」と語るまでに、オードリーはエドワーズ夫妻の挿絵の仕事に感謝した。
1960年代に入り、イギリス国鉄の無煙化・近代化計画は急速に進行した。多くの蒸気機関車がディーゼル機関車・電気機関車・電車への置き換えに伴いスクラップとなり、イギリスの本線上から蒸気機関車が消えるのはもはや時間の問題であった。また、イギリス国鉄の財務収支改善のため、多くの不採算地方路線が廃線され(ビーチング・アックス)、その跡地を利用した保存鉄道群が増えていった。このような事情もあり、オードリーは保存鉄道の援助活動により注力するようになった。18巻・23巻では、暗にイギリス国鉄の無煙化計画を批判しているとも取れる描写も存在する。従来から描かれているスカーロイ鉄道(タリスリン鉄道)の物語が増えた他、18巻ではブルーベル鉄道、19巻ではスノードン登山鉄道、22巻ではレイブングラス・エスクデール鉄道をそれぞれ援助するための物語が描かれた。また、13巻に続き、18巻のステップニーや23巻のフライング・スコッツマンなど、現実に保存されている著名な蒸気機関車が登場している。エドワーズ夫妻はこれらの保存鉄道や蒸気機関車達の姿をリアリティーある挿絵に仕上げ、物語を魅力的に彩った。
1968年にイギリス国鉄で蒸気機関車の運行が終了した。蒸気機関車を主題とした創作の題材を取得し難くなったこともあり、オードリーは「井戸は干上がった」と感じて、第26巻「わんぱく機関車」をもってこの絵本シリーズをいったん終了することにした。

## 第27巻 - 第40巻
クリストファーもまた父のように鉄道ファンであった。クリストファーにも子どもができ、かつての父と自分のように、機関車について子どもと対話するようになった。 ある日ネーンバレー保存鉄道を訪問した際、インスピレーションを受けて最初の話を発想、早速文章にして父親に見せた。ちょうどテレビシリーズ化の相談を受けていたウィルバートはそれを読んで天恵を感じ、公表・出版を提案した。そしてクリストファーの持込により27巻「Really Useful Engines」は1983年に発行された。オードリーは本書を「汽車のえほん、第27巻」とし、シリーズの再開をきめた。
新しい汽車のえほんの出版社でもあるハイネマン社は第26巻までのガンバー&ピーター・エドワーズの挿絵を好んでいなかったため、新しい挿絵画家としてクライヴ・スポング (Clive Spong) が起用された。第27巻はダルビーやケニーの絵に似せて描かれたが、第28巻からは独自の絵となった。ここから機関車の顔はシワの寄った老け顔となってしまい、旧来の読者には受け入れ難いものとなっている。顔以外についても、車庫が扇型庫になったり、トーマスの支線の分岐駅が急に海寄りの場所に移転したり、局長がヒゲ面の別人になったり（これは局長がトッパム・ハット3世になったため）と、第26巻までとは明らかな設定の変更が行われた。それに応えるように1987年9月に「The Island of Sodor : Its People, History and Railways（ソドー島における人物、歴史および鉄道）」がウィルバート・オードリー牧師とその実弟のジョージによって刊行され、この物語の設定の集大成となった。この著書こそ真の「汽車のえほん」パーフェクト・ガイドといえるもののはずだが、全世界で絶版中（日本では翻訳すらされていない）になっている。
既にイギリスの公共鉄道から完全に蒸気機関車が引退し、保存鉄道でのみ会合できる時代において、クリストファーの描く新シリーズは、始めから簡単ではなかった。ウィルバートの時代なら基本的には悪者だったディーゼル機関車の存在も、見直さなくてはならなかった（デイジーがD1、ボコがD2、7101号/「くま」がD3と正式に番号が与えられた）。イギリスの公共鉄道全体の電化・高速化・近代化が進み、牧歌的な逸話も生まれ難くなっていた。ストーリーは当初はウィルバートの話に似せていたが、ある程度たつとクリストファーなりの吹っ切れができたのか、タイトルに「Engines」がつかなくなったり、ディーゼル特急HSTのピップとエマが登場したり、トーマスが英国の鉄道イベントに出演して、マラード号（蒸気機関車で世界最高速度を出した）と会うなど、時代を反映した、今までとは異なる作風の物語も執筆された。

## 第41巻、第42巻（最終巻）
1997年3月21日にウィルバート・オードリー牧師が死去、「汽車のえほん」に関する全ての権利が1998年4月28日までに、テレビシリーズの製作会社（ブリット・オールクロフト社、後にガレイン社に改称）に買収された。これによりクリストファーは権利者の許可なく勝手に「汽車のえほん」を出すことができなくなったため、「汽車のえほん」はしばらくの間発表休止に入った。
その後、2000年公開の映画『きかんしゃトーマス 魔法の線路』の興行失敗をきっかけに、2002年にガレイン社が大手の児童・幼児向け映像製作会社（ヒット・エンターテインメント社）に買収され、さらに2005年にイギリスの投資会社（エイパックス・パートナーズ社）がヒット社を買収した頃から状況が変化した。2007年8月に旧版装丁で既刊全40巻の再版が実施された。さらに2007年9月には10年ぶりの新作として、第41巻「Thomas and Victoria」が既刊分に合わせた装丁で発行された。ウィルバート牧師の生誕100年となる2011年には最終巻となる第42巻「Thomas and his Friends」が発行された。 

## 日本での翻訳・出版
日本での翻訳・出版のきっかけは第15巻の裏表紙裏に記されている。当時英国に在住中だった桑原三郎が偶然本屋で見つけ、親子で愛読書としたのが始まりだった。これに清水周裕も加わった2人で翻訳をつとめ、児童書で有名なポプラ社から出版されている。また黒岩源雄（初版出版当時京成電鉄顧問。その後北総開発鉄道社長、鉄道工作協会会長等を歴任し、2002年6月29日没。第15巻に名前が触れられただけで、ほとんどノークレジット）による鉄道専門用語についての監修を得たことで、鉄道用語（英語が分化した頃なので、英米で単語の違いが激しい）の翻訳が「はつらいしんごうき（発雷信号機）」「かんしょうき（緩衝器）」などと正しく訳されている。

### 絵本の仕様の違い
- 大きさも厚さも日本語版の方が大きい。
- 各巻の表紙の色が原語版と日本語版で違い、さらに新装されるごとに変わる場合もある。
- 劇中の注釈が異なる。原語版はタリスリン鉄道等実在する鉄道への賛助や訪問地紹介のみ、日本語版は以前登場したエピソードについて 「この話は○巻に出ています」が入っている。
- 原語版表紙裏のストーリー紹介が日本語版では省かれている。
- 第17巻の表紙が、原語版は第4話2枚目の駅でのレニアス、日本語旧版は第4話3枚目の立往生しそうなレニアスが使われている。愛蔵本によると、この第17巻まで挿絵を担当したケニーの絵は、原画が紛失しているものがあるらしく（よく見るとカラーコピーらしい絵がある）その関係とも考えられる。

### 原語版
- 背表紙は黒地に白字であったが、2015年の新装版より表紙と同じ色に変更された。
- 表紙裏には、駅構内（なぜかホームのすぐ近くに羊たちなどがいる）に滑り込む本線の機関車たちが描かれている。これは27巻以降の画家、クライヴ・スポングによるイラストである。

### 日本語旧版
- 中表紙に赤（と青）で機関車の簡単なシルエットが描いてある。これはデザインの傾向に3種類程見られる。なお、テレビシリーズ初上陸の頃は、後述の第16巻以降を休版していたが、刊行案内は第15巻までしか載せていないにもかかわらず、引用されているシルエットが第16巻以降のものだった。
- 表紙裏は複数のパターンが存在する。

1. 最初は前述の原語版の絵を黄色地で印刷していた。
2. 第7巻からは末期のエドワーズの絵になり、トーマスからダグラスまでの10台と、右下にスカーロイ鉄道の蒸気機関車5台（ラスティーは省かれている）が並び「1巻、2巻…15巻に出てきます」という解説がついた。だが、文章だけで絵に出てこない機関車もカウントされている。第6巻以前も再版時にこのタイプに修正された。
3. 調べるのが煩雑な上、ほとんど意味がないのか、第16巻以降は絵だけで登場巻数は書かれなくなった。

- その他、重版による装丁の変更が確認されている。

1. 裏表紙の変化が激しく、初版はこれから出る第4巻 - 第15巻の予告タイトルが入ったが、第7巻「トロッコ機関車トービー」、第11巻「ちびっこ機関車パーシィ」など、後の正式題と違うタイトルも存在していた。次の版では現在出ている巻何冊かのみの一覧が入った。その後はさすがに面倒になったのか、ただ「汽車のえほん」と大きなシルエットが出ただけになった。
2. 本そのものの違いではないが、テレビシリーズ初放映時には「TV放映中 機関車トーマス」の金のシール（児童推薦図書などと同じデザイン）が貼られた。
3. 背表紙に◆マークが付いた。
4. 表紙下部の訳者名が太字になった。

### 日本語新装版以降
- 2005年に原作刊行60周年を記念し、第1巻 - 第15巻のみカバーデザインが大幅に変わった新装改訂版が出版された。この新装版以降では、桑原・清水両訳者のクレジットはそのままだが、テレビシリーズに合わせてキャラクターの名前表記（ジェームズ→ジェームス、トービー→トビー、スカーローイ→スカーロイ、リーニアス→レニアス、サー・ハンドル→サー・ハンデルなど）が変更されたほか、一部の文章が旧版から改められている。
- 2010年12月に、全26巻がミニ新装版として発売。サイズは原語版に近いものになった。
- 2013年7月に、全26巻を1冊にまとめて収録したコレクション版が発売。
- 2020年12月に、全26巻が新・汽車のえほんとして発売。サイズがA5変型判となっている。
- 2023年11月に、日本語版出版50周年を記念して第27巻が新・汽車のえほんの続巻として発売。同年12月に、既刊27冊と27枚のポストカードを化粧箱に収めた「新・汽車のえほん SPECIAL BOX」も発売された。
- 2025年3月に第28巻が新・汽車のえほんの続巻として発売。

### 第26巻までの刊行リスト
- ■は「スカーロイ鉄道」の登場巻。ただし12巻と19巻はメインの登場ではない。
- ISBNは、旧版、新装版、「ミニ新装版」、「新・汽車のえほん」の順に記す。ただし16巻以降については新装版が発売されていない。また新装版以降ではキャラクター名の一部がテレビシリーズと同じ表記（ジェームズ→ジェームス、トービー→トビー）に変えられている。

- 1973年11月刊 汽車のえほん1 三だいの機関車（1945年・THE THREE RAILWAY ENGINES）

ISBN 978-4591005637, ISBN 978-4591085646, ISBN 978-4591120057, ISBN 978-4591168523
- 1973年11月刊 汽車のえほん2 機関車トーマス（1946年・THOMAS THE TANK ENGINE）

ISBN 978-4591005644, ISBN 978-4591085653, ISBN 978-4591120064, ISBN 978-4591168530
- 1973年11月刊 汽車のえほん3 赤い機関車ジェームズ（1948年・JAMES THE RED ENGINE）

ISBN 978-4591005651, ISBN 978-4591085660, ISBN 978-4591120071, ISBN 978-4591168547
- 1973年12月刊 汽車のえほん4 がんばれ機関車トーマス（1949年・TANK ENGINE THOMAS AGAIN）

ISBN 978-4591005668, ISBN 978-4591085677, ISBN 978-4591120088, ISBN 978-4591168554
- 1973年12月刊 汽車のえほん5 やっかいな機関車（1950年・TROUBLESOME ENGINES）

ISBN 978-4591005675, ISBN 978-4591086346, ISBN 978-4591120095, ISBN 978-4591168561
- 1973年12月刊 汽車のえほん6 みどりの機関車ヘンリー（1951年・HENRY THE GREEN ENGINE）

ISBN 978-4591005682, ISBN 978-4591086490, ISBN 978-4591120101, ISBN 978-4591168578
- 1974年4月刊 汽車のえほん7 機関車トービーのかつやく（1952年・TOBY THE TRAM ENGINE）

ISBN 978-4591005699, ISBN 978-4591086988, ISBN 978-4591120118, ISBN 978-4591168585
- 1974年4月刊 汽車のえほん8 大きな機関車ゴードン（1953年・GORDON THE BIG ENGINE）

ISBN 978-4591005705, ISBN 978-4591086995, ISBN 978-4591120125, ISBN 978-4591168592
- 1974年4月刊 汽車のえほん9 青い機関車エドワード（1954年・EDWARD THE BLUE ENGINE）

ISBN 978-4591005712, ISBN 978-4591087671, ISBN 978-4591120132, ISBN 978-4591168608
- 1974年7月刊 汽車のえほん10 四だいの小さな機関車（1955年・FOUR LITTLE ENGINES）■

ISBN 978-4591005729, ISBN 978-4591087688, ISBN 978-4591120149, ISBN 978-4591168615
- 1974年7月刊 汽車のえほん11 ちびっこ機関車パーシー（1956年・PERCY THE SMALL ENGINE）

ISBN 978-4591005736, ISBN 978-4591087893, ISBN 978-4591120156, ISBN 978-4591168622
- 1974年8月刊 汽車のえほん12 八だいの機関車（1957年・THE EIGHT FAMOUS ENGINES）■

ISBN 978-4591005743, ISBN 978-4591087909, ISBN 978-4591120163, ISBN 978-4591168639
- 1974年8月刊 汽車のえほん13 ダックとディーゼル機関車（1958年・DUCK AND THE DIESEL ENGINE）

ISBN 978-4591005750, ISBN 978-4591088340, ISBN 978-4591120170, ISBN 978-4591168646
- 1974年11月刊 汽車のえほん14 小さなふるい機関車（1959年・THE LITTLE OLD ENGINE）■

ISBN 978-4591005767, ISBN 978-4591088357, ISBN 978-4591120187, ISBN 978-4591168653
- 1974年11月刊 汽車のえほん15 ふたごの機関車（1960年・THE TWIN ENGINES）

ISBN 978-4591005774, ISBN 978-4591088364, ISBN 978-4591120194, ISBN 978-4591168660
- 1980年8月刊 汽車のえほん16 機関車トーマスのしっぱい（1961年・BRANCH LINE ENGINES）

ISBN 978-4591005781, ISBN 978-4591120200, ISBN 978-4591168677
- 1980年8月刊 汽車のえほん17 ゆうかんな機関車（1962年・GALLANT OLD ENGINE）■

ISBN 978-4591005798, ISBN 978-4591120217, ISBN 978-4591168684
- 1980年9月刊 汽車のえほん18 がんばりやの機関車（1963年・STEPNEY THE "BLUEBELL" ENGINE）

ISBN 978-4591005804, ISBN 978-4591120224, ISBN 978-4591168691
- 1980年9月刊 汽車のえほん19 山にのぼる機関車（1964年・MOUNTAIN ENGINES）■

ISBN 978-4591005811, ISBN 978-4591120231, ISBN 978-4591168707
- 1980年10月刊 汽車のえほん20 100さいの機関車（1965年・VERY OLD ENGINES）■

ISBN 978-4591005828, ISBN 978-4591120248, ISBN 978-4591168714
- 1980年10月刊 汽車のえほん21 大きな機関車たち（1966年・MAIN LINE ENGINES）

ISBN 978-4591005835, ISBN 978-4591120255, ISBN 978-4591168721
- 1980年11月刊 汽車のえほん22 小さな機関車たち（1967年・SMALL RAILWAY ENGINES）

ISBN 978-4591005842, ISBN 978-4591120262, ISBN 978-4591168738
- 1980年11月刊 汽車のえほん23 機関車のぼうけん（1968年・ENTERPRISING ENGINES）

ISBN 978-4591005859, ISBN 978-4591120279, ISBN 978-4591168745
- 1980年12月刊 汽車のえほん24 機関車オリバー（1969年・OLIVER THE WESTERN ENGINE）

ISBN 978-4591005866, ISBN 978-4591120286, ISBN 978-4591168752
- 1981年1月刊 汽車のえほん25 きえた機関車（1970年・DUKE THE LOST ENGINE）■

ISBN 978-4591005873, ISBN 978-4591120293, ISBN 978-4591168769
- 1981年2月刊 汽車のえほん26 わんぱく機関車（1972年・TRAMWAY ENGINES）

ISBN 978-4591005880, ISBN 978-4591120309, ISBN 978-4591168776
- 2000年刊 汽車のえほん 全26巻 ISBN 978-4591990650
- 2005年刊 汽車のえほん 5・6（新装版2点8冊セット）ISBN 978-4591997017
- 2006年刊 汽車のえほん 新装版 全15巻 ISBN 978-4591997536
- 2010年刊 汽車のえほん ミニ新装版 全26巻 ISBN 978-4591911983
- 2013年7月刊 汽車のえほんコレクション（1996年・THOMAS THE TANK ENGINE : THE COMPLETE COLLECTION):ISBN 978-4591911983
- 2022年刊 新・汽車のえほん 全26巻 ISBN 978-4591919521

### 第27巻以降の刊行リスト
- ■は「こうざんてつどう・スカーローイ鉄道」の登場巻。

- 2023年11月刊 新・汽車のえほん 27 ほんとうにやくにたつ機関車（1983年・Really Useful Engines）

ISBN 978-4591179765
- 2025年3月刊 新・汽車のえほん 28 ジェームスとディーゼル機関車（1984年・James and the Diesel Engines）
- 29. （1985年）Great Little Engines■
- 30. （1986年）More About Thomas the Tank Engine
- 31. （1987年）Gordon the High-Speed Engine
- 32. （1988年）Toby, Trucks and Trouble
- 33. （1989年）Thomas and the Twins
- 34. （1990年）Jock the New Engine
- 35. （1991年）Thomas and the Great Railway Show
- 36. （1992年）Thomas Comes Home
- 37. （1993年）Henry and the Express
- 38. （1994年）Wilbert the Forest Engine
- 39. （1995年）Thomas and the Fat Controller's Engines
- 40. （1996年）New Little Engine■
- 41. （2007年）Thomas and Victoria
- 42. （2011年）Thomas and his Friends

## 番外編
1984年からのテレビシリーズ放送に際して、ウィルバート・オードリー牧師とクリストファー・オードリーは、4冊の番外編を執筆した。クライヴ・スポングによって挿絵が書き下ろされ、1984年から1987年にかけて毎年1冊ペースで刊行された。
その後、1990年に5冊目、1992年に6冊目が刊行された。挿絵はスティーブン・リングスが担当し、クライヴ・スポングのものに近い画風で書き下ろされた。
2001年、クリストファー・オードリーによって、鉄道を安全に利用するためのルールを記した2冊の絵本が書き下ろされた。挿絵はデヴィッド・アンダースンが担当した。

### 番外編の刊行リスト
著者は、第1巻・第2巻・第5巻がウィルバート・オードリー牧師、その他の五冊がクリストファー・オードリー。全巻とも日本語訳は未刊行。
- 1. （1984年）Thomas's Christmas Party
- 2. （1985年）Thomas Comes to Breakfast
- 3. （1986年）Thomas and the Missing Christmas Tree
- 4. （1987年）Thomas and the Evil Diesel
- 5. （1990年）Thomas and Gordon Off the Rails
- 6. （1992年）Thomas and the Hurricane
- 7. （2001年）Bad Days for Thomas and his Friends
- 8. （2001年）More Bad Days for Thomas and his Friends

## ポップアップえほん
1983年、ウィルバート・オードリー牧師とクリストファー・オードリーによる「汽車のえほん」のエピソードを基にした仕掛け絵本シリーズが刊行を開始した。全てクライヴ・スポングが挿絵を描き下ろし、1994年までに全12巻が刊行された。
日本では、「きかんしゃトーマスのポップアップえほん」というシリーズ名で最初の8冊のみが、まだらめ三保によって翻訳され、1992年にポプラ社より刊行された。

### ポップアップえほんの刊行リスト
- 1. きかんしゃトーマスとバスのバーティー（Bertie the Bus and Thomas the Tank Engine）
- 2. きかんしゃヘンリーだっせんする（The Flying Kipper and Henry the Green Engine）
- 3. きかんしゃヘンリーとサーカスのぞう（Henry the Green Engine and the Elephant）
- 4. あめがきらいなきかんしゃヘンリー（	Henry the Green Engine Gets Out）
- 5. きかんしゃジェームズといたずらもののかしゃ（James the Red Engine and the Troublesome Trucks）
- 6. きかんしゃパーシーうみにおちる（Percy the Small Engine Takes the Plunge）
- 7. きかんしゃトーマスおおゆきにあう（Thomas the Tank Engine and the Tractor）
- 8. きかんしゃトーマスさかなつりにいく（Thomas the Tank Engine Goes Fishing）
- 9. Thomas the Tank Engine and the Scrambled Eggs
- 10. Percy the Small Engine and the Scarf
- 11. Thomas the Tank Engine Catches a Thief
- 12. James the Red Engine and the Signal

## 関連書籍

### The Island of Sodor: Its People, History and Railways
ウィルバート・オードリー牧師と弟のジョージ・オードリーが執筆し、クライヴ・スポングが挿絵を担当した設定資料集。1987年に刊行された。現在は絶版であり、日本では翻訳すらされていない。

### Sodor: Reading Between the Lines
クリストファー・オードリーが執筆し、2005年に刊行された設定資料集。同じく絶版であり、日本未翻訳。

## イギリスの鉄道
邦訳が初めて出版された際、第1巻冒頭に原作者のウィルバート・オードリーから日本の読者へのあいさつ的な文章があり、その中に「イギリスの機関車は日本のものと違うかもしれません」と断り書きがある。これについて蒸気機関車時代のイギリスと日本の違いについて高畠潔の『続　イギリスの鉄道の話』第4章「イギリスの鉄道『1ダースの不思議』」より、頭に入れておくと物語が分かりやすくなる点について纏めておく。（カッコ内は『汽車のえほん』で関係のある話）
前照灯がない
イギリスの鉄道では線路周囲に柵があるのが前提で、道路も立体交差が最初から多く、当時の灯火の明るさ及び機関車の制動距離的に乗務員側が障害物を発見しても無意味と考えられ、よって前照灯の必要性が薄く基本的に付いていない。トーマス達が夜間走行シーンでつけているランプはあくまで標識灯である
（逆になるが、第27巻第3話〈TV版84話「さかなにはきをつけろ」〉は補機にヘッドライトのない事で起きた事故の話である）。

鉄道黎明期の機関車は屋根がない
鉄道黎明期の蒸気機関車において、機関士たちはボイラーの後ろに野ざらしでそのまま乗っていた。そのうち排煙や風雨から身を守るように遮風板（weatherboard）という覗き窓がある板を前部に立て、タンク機関車は後ろに進むこともあったのでこれを後にも立てて、それをつないだのが屋根の始まりである。テンダー機関車はさらに後の時代まで屋根がなかった機体が多い。
イギリスの蒸気機関車で屋根が付いたのは1860年のストックトン＆ダーリントン鉄道のブローアム号とロウサー号が初だが、この2両はどちらかというとアメリカ風な造形の密閉式キャブで、窮屈だと機関士たちから評判が悪く、次から同鉄道も屋根は残したものの側面の窓がない開放的な構造に戻しており、他の鉄道でも屋根が小さく、窓がなくカーブした切れ込みだけのサイドパネル、後方は開けっ放しというスタイルがイギリスの基本になった
（21巻のスカーロイの回想シーンで、当初屋根がなく、その後改造でキャブが付いたことなど）。

内側シリンダーも好まれた
初期の機関車である1830年のプラネット号で、シリンダーを煙室の下につけると車体の中心に近いので圧力の偏向が小さく摩擦抵抗が減る（軸受けの過熱が防げる）ことと、保温効果がある事が分かったので、見た目もすっきりする内側シリンダー機を好む鉄道も多かった（車軸の強度のためクランク軸がいらない外側シリンダーにこだわる人もいた）。
（作中では、トーマスやエドワードを筆頭に、多数の内側シリンダー機関車達が登場している。他に第24巻2話「オリバーの大しっぱい」では、転車台に落ちたオリバーの内側シリンダーの構造が分かる挿絵がある。）

ねじ式連結器を使っていた
イギリスでは鉄道がいくつもの私鉄で構成されていた時代が長く、荷主所有の私有貨車も多かったので、島国で他国との列車連絡がなくても、自動連結器への交換を日本のように足並みをそろえて行うことが困難だった。
なお、現代の鉄道においても、イギリスを含むヨーロッパ各国や南米諸国では、鉄道会社・車両メーカーが国単位で多数存在し、それらを結ぶ国際線向けの自動連結器規格の統一が困難である都合上、ユニット単位で編成される電車・高速車両以外はねじ式連結器が使用されている。
また、ねじ式連結器（screw coupling）以前に「鎖式連結器（chain coupling）」と「スリーリンク・カップリング（three-link  coupling）」という連結器も使用されており、前者はフックが「鎖の端」についているもので、これを相手のバッファービームにかけるもの、スリーリンクはフックがバッファービームに固定され、ここに三連の鎖をかけるもので、後に出現したねじ式連結器もこれと互換性があったので、旧式貨物や入替機では蒸気機関車末期でもこれを使用していたものがある。
ねじ式連結器はスリーリンク・カップリングの中央の鎖の輪をネジに変えて長さを調節できるようになったもので、これにより引き出し時の衝撃が起きにくくなっている。
（第21巻4話「エドワードのはなれわざ」では、このネジを緩めることで、客車を1台ずつ引き出せるようにして対処している）

ノン・コリダー・コンパートメント客車
縦貫通路（corridor）がなく、乗車する扉から個室に分かれている客車をノン・コリダー・コンパートメントという。
この方式の客車では乗客は車両全体の移動ができず、車掌も客車外側を伝って検札しないといけないため不便で、イギリスでも次第に片側面に通路のあるサイドコリダー・コンパートメント客車やプルマンのオープン式客車（中央に通路があって個室がない）に置き換えられていった。
しかし、近距離通勤用に限ればラッシュ時にもドア数が多く、客の乗降が速いので使われ続け、2005年の時点でも、客車ではないがノン・コリダー・コンパートメントはロンドン南部の路線の電車に現存していた。
（作中では、アニーやクララベルなどがノン・コリダー・コンパートメント客車にあたる）